# Ronin (film)
Ronin is een Brits-Frans-Amerikaanse actiefilm uit 1998 onder regie van John Frankenheimer.
De film is geroemd om de vele auto-achtervolgingen in en rond de Franse steden Parijs en Nice.

## Verhaal
De IRA-agente Deirdre schakelt vijf huurlingen in om een man met een koffer terug te vinden. De man is van plan om die koffer te verkopen aan de Russen. Na een helse tocht door Frankrijk, vol spectaculaire auto-achtervolgingen, krijgen de huurlingen hun doelwit in het vizier.

## Rolverdeling
| Acteur              | Personage        |
| ------------------- | ---------------- |
| Robert De Niro      | Sam              |
| Jean Reno           | Vincent          |
| Natascha McElhone   | Deirdre          |
| Stellan Skarsgård   | Gregor           |
| Sean Bean           | Spence           |
| Skipp Sudduth       | Larry            |
| Michael Lonsdale    | Jean-Pierre      |
| Jan Tříska          | Keurige heer     |
| Jonathan Pryce      | Seamus O'Rourke  |
| Ron Perkins         | Man met de krant |
| Féodor Atkine       | Mikhi            |
| Katarina Witt       | Natacha Kirilova |
| Bernard Bloch       | Sergi            |
| Dominic Gugliametti | Clown            |
| Alan Beckworth      | Clown            |